# Het leven in kleur
Het leven in kleur is een reeks televisiedocumentaires uit 2021, gemaakt door Karine Claassen. Zij spreekt in de documentaires met tientallen mensen over het onderwerp racisme. Samen met mensenrechtenexpert Naima Charkaoui, klinisch psychologe Ama Kissi en docent Internationale Politiek Olivia U. Rutazibwa worden de getuigenissen in een bredere maatschappelijke, historische en psychologische context geplaatst.
De serie won in 2022 een Ensor voor 'Beste documentaire (TV-Serie)'  en werd genomineerd voor de 'HA! van Humo' en Prix Europa.
| Nr. | Titel                                                                              | Uitzenddatum    |  |
| --- | ---------------------------------------------------------------------------------- | --------------- |  |
| 1   | Hoe kun je je kind beschermen tegen racisme?                                       | 12 oktober 2021 |  |
| 2   | Ik wil niet dat mijn zoon meemaakt wat jij hebt meegemaakt                         | 19 oktober 2021 |  |
| 3   | Vreemd in eigen land                                                               | 26 oktober 2021 |  |
| 4   | Het onderwijs is een racistisch systeem waarin niet iedereen dezelfde kansen heeft | 2 november 2021 |  |
| 5   | De default setting moet eruit                                                      | 9 november 2021 |  |